# Церпице (Куявско-Поморское воеводство)
Церпице — деревня в гмине Велька-Нешавка Торуньского повета Куявско-Поморского воеводства в центральной части севера Польши.
На вершине песчаного холма, недалеко от берега реки Вислы нашли мешок с 2500-летней конской сбруей. В мешке находилось более 150 бронзовых фрагментов богатой конской сбруи.